# César-Pierre Richelet
César-Pierre Richelet (8 de noviembre de 1626 - 23 de noviembre de 1698) fue un gramático y lexicógrafo francés, editor del primer diccionario de la lengua francesa. 

## Vida
Richelet nació en Cheminon. Su primer puesto fue como regente del Colegio de Vitry-le-François, pasando a trabajar más adelante como preceptor en Dijon. Contratado como abogado al servicio del Parlamento de París, abandonó sus asuntos por la literatura e investigó la Sociedad de Perrot d'Ablancourt y la de Petru. Fortaleció su conocimiento de las lenguas clásicas, aprendió italiano y español, y se dedicó sobre todo a descubrir los orígenes de la lengua francesa. Murió en París. 

## Trabajos
Es el autor del primer diccionario francés compilado de forma metódica, publicado bajo el título de: 
- Dictionnaire françois, contenant les mots et les choses, plusieurs nouvelles remarques sur la langue française, ses expressions propres, figurées et burlesques, la prononciation des mots les plus difficiles, le genre des noms, le régime des verbes, avec les termes les plus communs des arts et des sciences: le tout tiré de l'usage et des bons auteurs de la langue française (Geneva,  1680).

Su sentido cáustico del humor le ganó numerosos enemigos; esta primera edición, de la que hubo varias reimpresiones extranjeras falsificadas, contiene pasajes satíricos a expensas de notables del día, incluyendo Amelot de La Houssaye, Furetière, Varillas y otros. 
Se publicaron ediciones posteriores del Richelet, tanto expurgadas como aumentadas. Entre las que aparecieron después de su muerte se distinguen la de Pierre Aubert (Lyon, 1728, 3 vol. In-fol.) y la de Goujet (Ibid., 1759–63, 3 vol. In-fol.). Se abreviaron ediciones posteriores como la de Gattel (París, 1842, 2 vol. In-8). 
Otras obras de Richelet son: 
- La Versification française, ou l'Art de bien faire et tourner les vers (Paris, 1671, in-12) *Commencements de la langue française, ou Grammaire tirée de l'usage et des bons auteurs (Ibid., 1694., in-12)
- Connaissance des genres français (Ibid., 1694, in-12)

También fue autor de varias traducciones sin título, así como de: 
- Les plus belles Lettres des meilleurs auteurs français (Lyon, 1689, in-12; Paris, 1698, 2 vol. In-12) y editor de:
- Dictionnaire des rimes (París, 1667, in-12), que se atribuyó a sí mismo, pero que fue obra del Padre. d'Ablancourt.

Su Dictionnaire françois se distingue por: 
- El rechazo de términos dialectales
- Solo incluye palabras de uso general
- El rechazo de las palabras arcaicas
- El rechazo de las palabras triviales